# Альбан (Савоя)
Альба́н (фр. Albens) — колишній муніципалітет у Франції, у регіоні Овернь-Рона-Альпи, департамент Савоя. Населення — 3371 осіб (2011).
Муніципалітет був розташований на відстані близько 440 км на південний схід від Парижа, 90 км на схід від Ліона, 25 км на північ від Шамбері.

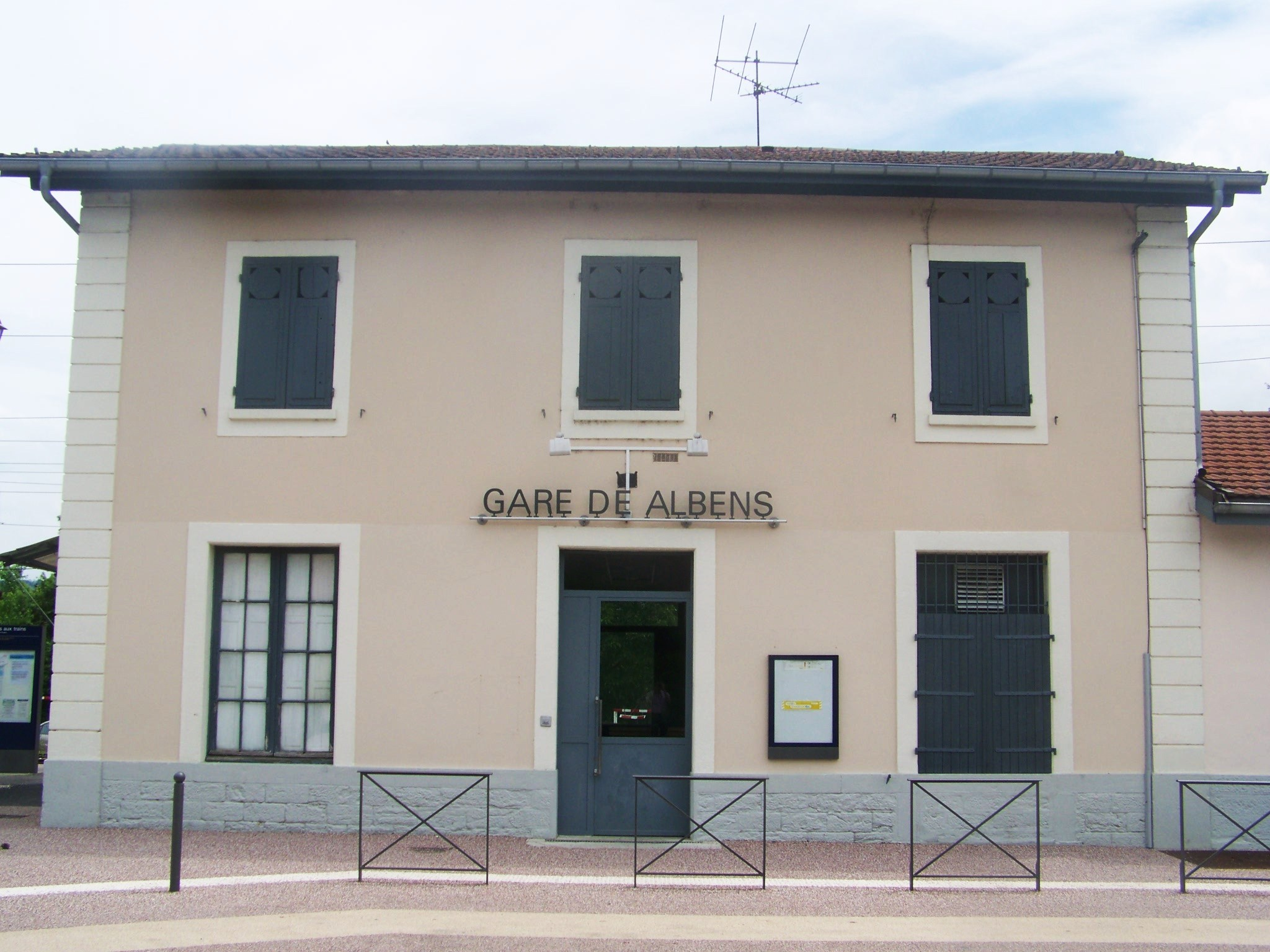

## Історія
До 2015 року муніципалітет перебував у складі регіону Рона-Альпи. Від 1 січня 2016 року належав до нового об'єднаного регіону Овернь-Рона-Альпи.
1 січня 2016 року Альбан, Сессан, Еперсі, Моньяр, Сен-Жермен-ла-Шамботт i Сен-Жиро було об'єднано в новий муніципалітет Антрелак.

## Демографія
Динаміка населення (Ehess і INSEE ):
Розподіл населення за віком та статтю (2006):
| Стать | Всього | До 15 років | 15-24 | 25-44 | 45-64 | 65-85 | Понад 85 |
| --- | ------ | ----------- | ----- | ----- | ----- | ----- | -------- |
| Чоловіки | 1553   | 362         | 198   | 420   | 404   | 157   | 12       |
| Жінки | 1491   | 292         | 157   | 395   | 396   | 218   | 33       |
| \| Статево-вікова піраміда \| Статево-вікова піраміда \| Статево-вікова піраміда \| \| ----------------------- \| ----------------------- \| ----------------------- \| \| Чоловіки \| Вік \| Жінки \| \| 12 \| 85 + \| 33 \| \| 33 \| 80-84 \| 37 \| \| 25 \| 75-79 \| 33 \| \| 41 \| 70-74 \| 66 \| \| 58 \| 65-69 \| 82 \| \| 66 \| 60-64 \| 91 \| \| 95 \| 55-59 \| 70 \| \| 140 \| 50-54 \| 132 \| \| 103 \| 45-49 \| 103 \| \| 161 \| 40-44 \| 91 \| \| 111 \| 35-39 \| 119 \| \| 86 \| 30-34 \| 111 \| \| 62 \| 25-29 \| 74 \| \| 91 \| 20-24 \| 62 \| \| 107 \| 15-20 \| 95 \| \| 148 \| 10-14 \| 103 \| \| 123 \| 5-9 \| 119 \| \| 91 \| 0-4 \| 70 \| |        |             |       |       |       |       |          |
| Статево-вікова піраміда |        |             |       |       |       |       |          |
| Чоловіки | Вік    | Жінки       |       |       |       |       |          |
| 12 | 85 +   | 33          |       |       |       |       |          |
| 33 | 80-84  | 37          |       |       |       |       |          |
| 25 | 75-79  | 33          |       |       |       |       |          |
| 41 | 70-74  | 66          |       |       |       |       |          |
| 58 | 65-69  | 82          |       |       |       |       |          |
| 66 | 60-64  | 91          |       |       |       |       |          |
| 95 | 55-59  | 70          |       |       |       |       |          |
| 140 | 50-54  | 132         |       |       |       |       |          |
| 103 | 45-49  | 103         |       |       |       |       |          |
| 161 | 40-44  | 91          |       |       |       |       |          |
| 111 | 35-39  | 119         |       |       |       |       |          |
| 86 | 30-34  | 111         |       |       |       |       |          |
| 62 | 25-29  | 74          |       |       |       |       |          |
| 91 | 20-24  | 62          |       |       |       |       |          |
| 107 | 15-20  | 95          |       |       |       |       |          |
| 148 | 10-14  | 103         |       |       |       |       |          |
| 123 | 5-9    | 119         |       |       |       |       |          |
| 91 | 0-4    | 70          |       |       |       |       |          |

## Економіка
2010 року серед 2099 осіб працездатного віку (15—64 років) 1606 були активними, 493 — неактивними (показник активності 76,5%, у 1999 році було 74,0%). З 1606 активних мешканців працювали 1492 особи (793 чоловіки та 699 жінок), безробітними було 114 (52 чоловіки та 62 жінки). Серед 493 неактивних 180 осіб було учнями чи студентами, 195 — пенсіонерами, 118 були неактивними з інших причин.

У 2010 році в муніципалітеті числилось 1304 оподатковані домогосподарства, у яких проживали 3404,0 особи, медіана доходів виносила 20 654,5 євро на одного особоспоживача